# Mantova (provins)
Provinsen Mantova (it. Provincia di Mantova) er en provins i regionen Lombardiet i det nordlige Italien. Mantova er provinsens hovedby.
Der var 377.790 indbyggere ved folketællingen i 2001. 

## Geografi
Provinsen Mantova grænser til:
- i nord og øst mod Veneto (provinserne Verona og Rovigo),
- i syd mod Emilia-Romagna (provinserne Ferrara, Modena, Reggio Emilia og Parma) og
- i vest mod provinserne Cremona og Brescia.

## Kommuner
- Acquanegra sul Chiese
- Asola
- Bagnolo San Vito
- Borgocarbonara
- Borgo Mantovano
- Borgo Virgilio
- Bozzolo
- Canneto sull'Oglio
- Casalmoro
- Casaloldo
- Casalromano
- Castel Goffredo
- Castel d'Ario
- Castelbelforte
- Castellucchio
- Castiglione delle Stiviere
- Cavriana
- Ceresara
- Commessaggio
- Curtatone
- Dosolo
- Gazoldo degli Ippoliti
- Gazzuolo
- Goito
- Gonzaga
- Guidizzolo
- Magnacavallo
- Mantova
- Marcaria
- Mariana Mantovana
- Marmirolo
- Medole
- Moglia
- Monzambano
- Motteggiana
- Ostiglia
- Pegognaga
- Piubega
- Poggio Rusco
- Pomponesco
- Ponti sul Mincio
- Porto Mantovano
- Quingentole
- Quistello
- Redondesco
- Rivarolo Mantovano
- Rodigo
- Roncoferraro
- Roverbella
- Sabbioneta
- San Benedetto Po
- San Giacomo delle Segnate
- San Giorgio Bigarello
- San Giovanni del Dosso
- San Martino dall'Argine
- Schivenoglia
- Sermide e Felonica
- Serravalle a Po
- Solferino
- Sustinente
- Suzzara
- Viadana
- Villimpenta
- Volta Mantovana

45°N 11°Ø / 45°N 11°Ø